# Procedura concorsuale
Le procedure concorsuali, nell'ordinamento giuridico italiano, sono delle procedure giudiziali cui è assoggettata un'impresa commerciale nell'ambito del diritto fallimentare italiano.

## Storia
Il codice del commercio del 1865 ignorava il concordato preventivo ed ammetteva due moratorie: quella anteriore al fallimento e quella posteriore. La prima consisteva in una proroga di sei mesi al pagamento dei debiti, che poi si risolveva in un accordo tra fallito e creditori. Il secondo procedimento arrestava la procedura di fallimento e presupponeva che il fallito potesse pagare in toto i creditori e non dava la garanzia che, invece, offriva il fallimento. Il concordato preventivo fu introdotto con la legge 24 maggio 1903 n. 193. Con il Regio Decreto 16 marzo 1942, n. 267 che unificò la materia civile ed amministrativa, si stabilì che il fallimento riguarda gli imprenditori che esercitano un'attività commerciale. La disciplina viene razionalizzata e si inizia a distinguere tra fallimento colpevole ed incolpevole, vengono introdotti istituti che mirano ad agevolare l'imprenditore incolpevole, separando il concetto di “impresa” dalla figura di imprenditore. Lo scopo originale del fallimento non era la tutela del fallito, quanto la soddisfazione dei creditori che pure dovevano accontentarsi di ciò che restava in seguito ad un meccanismo complesso e di lunga durata. La sorte del complesso aziendale interessava poco il legislatore e la sorte dell'imprenditore fallito era indissolubilmente connessa con quella della sua azienda e viceversa, per cui non si ipotizzava minimamente che l'azienda potesse, in qualche modo, recuperare produttività. Tutto il patrimonio del debitore viene colpito dal processo.
Con il passare del tempo, lo scopo delle procedure concorsuali, per le imprese di maggiori dimensioni, diventa la ricollocazione sul mercato dell'attività, più che la soddisfazione dei creditori. Il decreto legge 14 marzo 2005, n. 35 convertito nella legge 14 maggio 2005, n. 80, che delegò al governo la riforma organica delle procedure concorsuali regolate dal Regio Decreto 16 marzo 1942, n. 267. La delega venne attuata con il d.lgs 9 gennaio 2006, n. 5 con cui il governo abolì l'amministrazione controllata e introdusse alcune novità sia sulle procedure concorsuali in generale, sui requisiti per richiedere il fallimento, sull'imprenditore, sui poteri del curatore e del comitato dei creditori che sul processo fallimentare.

## Disciplina generale
Esistono diversi tipi di procedure concorsuali e tutte hanno la caratteristica di privare il soggetto che vi è sottoposto di una parte della sua autonomia, infatti, all'imprenditore vengono sottratte le disponibilità sui suoi beni oppure si nomina un soggetto che supervisiona e controlla l'attività di gestione dell'impresa.
Le procedure concorsuali previste dalla legge italiana sono:
- la liquidazione giudiziale (fino al 15 luglio 2022 fallimento): mira alla liquidazione del patrimonio dell'imprenditore insolvente e alla ripartizione del ricavato fra i creditori;
- il concordato preventivo: consente all'imprenditore di evitare il fallimento, pagando almeno il 40% dei debiti complessivi;
- la liquidazione coatta amministrativa: riservata ad alcune categorie di imprese che svolgono una funzione di interesse economico generale o di pubblica utilità (es. imprese bancarie e assicurative, ma anche utilities);
- l'amministrazione straordinaria: è sottoposta ai medesimi requisiti del concordato preventivo, ma è rivolta alle imprese che versino in temporanee difficoltà finanziarie e che presentino concrete prospettive di risanamento;
- l'amministrazione straordinaria speciale: introdotta dalla legge 3 aprile 1979, n.95, è rivolta alle imprese di grandi dimensioni per bilanciare la tutela dei creditori al soddisfacimento con la salvaguardia della continuità dei complessi produttivi e dei posti di lavoro.

Sono tutte procedure generali e collettive, nel senso che coinvolgono l'intero patrimonio dell'imprenditore e coinvolgono tutti i creditori dell'imprenditore. Le procedure concorsuali vogliono salvaguardare la par condicio creditorum, ovvero il trattamento paritario di tutti i creditori, per questo motivo le ordinarie tutele del creditore, ovverosia le azioni cautelari e le azioni esecutive individuali, sono sostituite da queste procedure, che sono forme di tutela collettiva. Per l'apertura delle procedure concorsuali è necessario che l'impresa si trovi:
- in stato di insolvenza;
- in possesso dei requisiti dimensionali di cui all'art. 1 comma 2 della legge fallimentare italiana.

Una volta accertata l'esistenza dei due requisiti, le procedure concorsuali disciplinano il rapporto tra il soggetto insolvente ed i suoi creditori con la presenza di un'autorità pubblica ed altri soggetti, che variano a seconda della procedura e valutano la possibilità di prosecuzione dell'attività d'impresa, ovvero la liquidazione del patrimonio.
Per la casistica di insolvenza non disciplinata dal diritto dell'Unione Europea:
il giudice italiano può dichiarare il fallimento dell'impresa, a patto che questa abbia almeno una sede secondaria in Italia; infatti serve almeno una sede secondaria perché si abbia un regolare esercizio d'impresa. Se l'impresa si è trasferita in un altro stato dopo il deposito del ricorso per la dichiarazione di fallimento o dopo la richiesta del pubblico ministero, la procedura si apre ugualmente. È necessario evitare doppie riscossioni e coordinare le procedure che si aprono, ma per quanto riguarda le insolvenze non comunitarie, la materia non è disciplinata dal d.lgs 9 gennaio 2006, n. 5
Per le insolvenze previste dal diritto dell'UE il Regolamento dell'Unione europea n. 1346 del 29 maggio 2000 regola la procedura dei debitori insolventi il cui centro d'interessi sia sito negli stati dell'Unione Europea. Non c'è una procedura unitaria per questo tipo di insolvenze, per cui c'è un coordinamento tra le varie procedure. Il regolamento disciplina sia le procedure che hanno come obiettivo la liquidazione dell'impresa, sia quelle che mirano a risanarla.
Tuttavia sono escluse le procedure di insolvenza che riguardano le imprese assicuratrici o gli enti creditizi, le imprese d'investimento che forniscono servizi che implicano la detenzione di fondi o di valori mobiliari di terzi. Il regolamento distingue tra Procedura principale, procedure secondarie e coordinamento tra le varie procedure.
La procedura principale è disciplinata dallo stato in cui l'impresa ha il suo centro d'interessi principale. È disciplinata dalla legge dello Stato in questione per quanto riguarda gli effetti, i presupposti, e lo svolgimento, tranne che per deroghe necessarie in caso di esigenze pubbliche, rapporti di lavoro e le altre cause riportate negli artt. 5-15 del regolamento n. 1346/2000. Le procedure secondarie sono sempre di liquidazione e si svolgono in parallelo a quella principale e riguardano solo i beni che si trovano nello Stato membro in cui si svolge la procedura.
Queste procedure possono aprirsi anche prima di quella principale nel caso in cui ci siano impedimenti legislativi all'apertura della procedura principale nello Stato in cui si deve svolgere o nel caso in cui siano i creditori coinvolti nella procedura secondaria a richiederlo. Tra i curatori delle procedure c'è un obbligo d'informazione e di coordinamento; ogni creditore può insinuare il proprio credito nelle procedure nella misura in cui ciò può essere utile ai creditori della procedura in cui si insinua.